# Egon Brandenburger
Egon Brandenburger (* 1928  in Driedorf) ist ein deutscher evangelischer Theologe (Neutestamentler) und emeritierter Hochschullehrer.
Brandenburger studierte Evangelische Theologie an den Universitäten Frankfurt, Heidelberg und Bonn. Als Schüler Günther Bornkamms wurde er 1960 in Heidelberg zum Dr. theol. promoviert und habilitierte sich 1966 ebenda für das Fach Neues Testament. 1967 wurde er als Professor für Neues Testament an die Kirchliche Hochschule Bethel berufen, wo er 1970–1971 als Rektor amtierte. Von 1973 bis zu seiner Emeritierung 1994 hatte er den Lehrstuhl für Neues Testament an der Johannes Gutenberg-Universität Mainz inne.

## Schriften (Auswahl)
- Adam und Christus. Exegetisch-religionsgeschichtliche Untersuchung zu Römer 5,12–21 (1. Kor. 15) (= Wissenschaftliche Monographien zum Alten und Neuen Testament, Bd. 7). Neukirchener, Neukirchen 1962.
- Fleisch und Geist. Paulus und die dualistische Weisheit (= Wissenschaftliche Monographien zum Alten und Neuen Testament, Bd. 29). Neukirchener, Neukirchen 1968.
- Frieden im Neuen Testament. Grundlinien urchristlichen Friedensverständnisses. Gütersloh 1973.
- Das Recht des Weltenrichters. Untersuchung zu Matthäus 25,31–46 (= Stuttgarter Bibelstudien, Bd. 99). Kath. Bibelwerk, Stuttgart 1980, ISBN 978-3-460-03991-9.
- Die Verborgenheit Gottes im Weltgeschehen. Das literarische und theologische Probleme des 4. Esrabuches. Theologischer Verlag, Zürich 1981.
- Markus 13 und die Apokalyptik (= Forschungen zur Religion und Literatur des Alten und Neuen Testaments, Bd. 134). Vandenhoeck und Ruprecht, Göttingen 1984, ISBN 978-3-525-53807-4.
- Das Böse. Eine biblisch-theologische Studie (= Theologische Studien, Bd. 132). Theologischer Verlag, Zürich 1986, ISBN 978-3-290-17132-2.
- Studien zur Geschichte und Theologie des Urchristentums. Kath. Bibelwerk, Stuttgart 1993.